# Changli

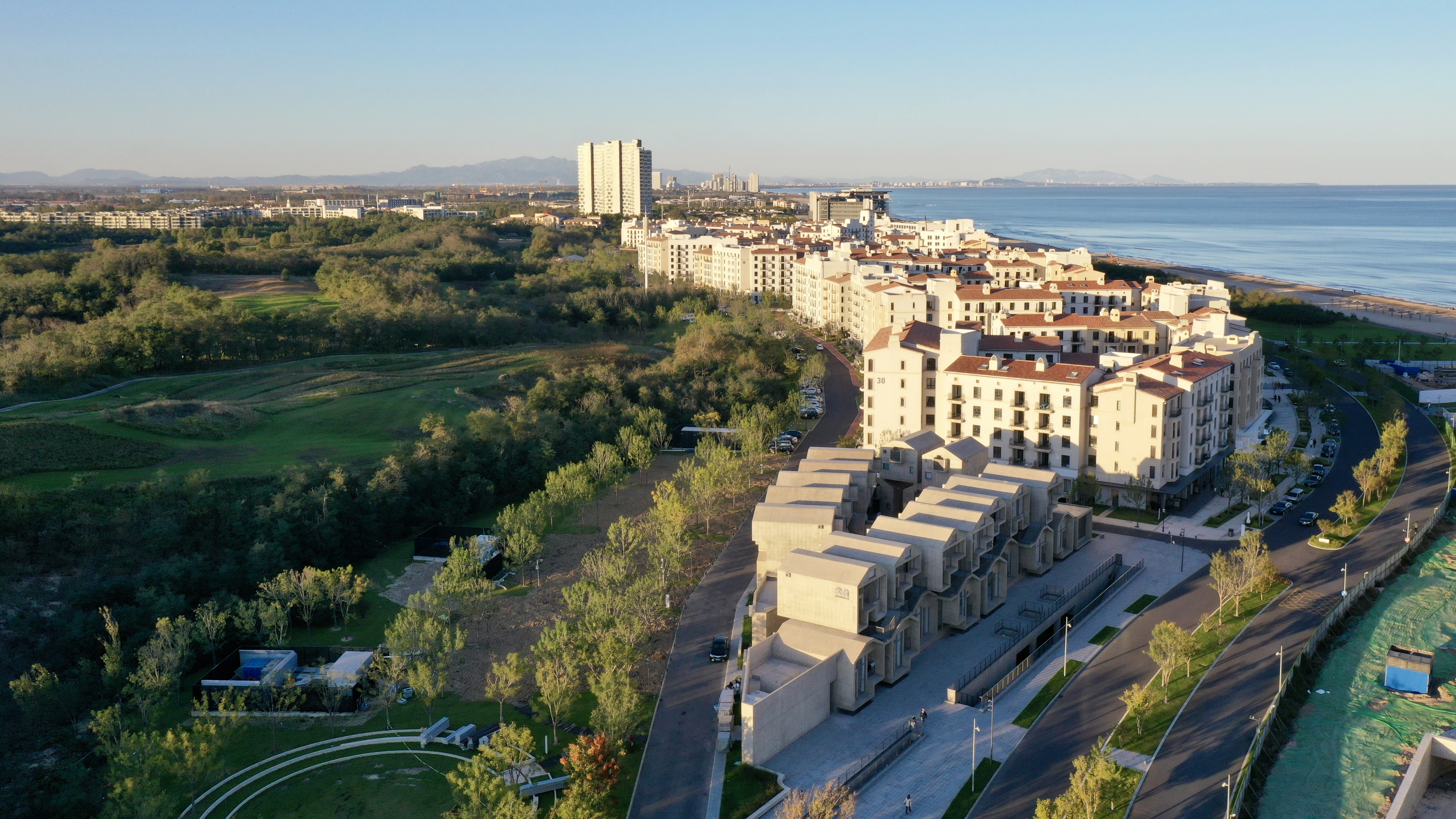
Changli am. 2021

Changli (chinesisch 昌黎县, Pinyin Chānglí Xiàn) ist ein Kreis der bezirksfreien Stadt Qinhuangdao (秦皇岛市) in der chinesischen Provinz Hebei. Er hat eine Fläche von 1.228 km² und zählt 559.697 Einwohner (Stand: Zensus 2010). Sein Hauptort ist die Großgemeinde Changli (昌黎镇).
Die Pagode des Yuanying-Tempels (Yuanying si ta 源影寺塔) steht seit 2001 auf der Liste der Denkmäler der Volksrepublik China (5-215).